# Pantjeni
Pantjeni (uralkodói nevén Szehemré-hutaui) ókori egyiptomi fáraó a második átmeneti kor idején. Nem tudni pontosan, melyik dinasztiához tartozott; Kim Ryholt és Darrell Baker szerint az abüdoszi dinasztia tagja volt, Jürgen von Beckerath szerint azonos Habauval, akit ő a XIII. dinasztia harmadik uralkodójának tart és akinek szintén Szehemré-hutaui az uralkodói neve. Az is lehetséges, hogy a XVI. dinasztiához tartozott.

## Említései
Pantjeni egyetlen, igen durván kidolgozott mészkősztéléről ismert, melyet Flinders Petrie talált Abüdoszban. A sztélét Dzsehuti-aa hercegnek és Hotepnoferu hercegnőnek állították. Ma a British Museumban található, katalógusszáma BM EA 630. A sztélé egy Abüdoszban működő műhelyben készült, ugyanott, ahol Rahotep és Upuautemszaf királyok sztéléi, így tudni, hogy ez a három uralkodó nagyjából ugyanabban az időben élt.

## Dinasztiája
A második átmeneti korról írt tanulmányában Kim Ryholt kidolgozza azt az elméletet, amellyel eredetileg Detlef Franke állt elő és amely szerint miután Memphiszt elfoglalták a hükszoszok és a XIII. dinasztia uralma véget ért, Abüdoszban létrejött egy független királyság, melynek hatalma Közép-Egyiptomra terjedt ki. Az abüdoszi dinasztia így helyi királyok egy csoportját jelenti, akik rövid ideig uralkodtak Egyiptom középső részén. Ryholt megjegyzi, hogy Pantjeni egyetlen, Abüdoszban talált leletről ismert, és nevének jelentése „a thiniszi” – Thinisz jelentős város volt Abüdosztól nem messze északra. Ez alapján arra a következtetésre jutott, hogy Pantjeni valószínűleg Abüdoszból kormányzott és az abüdoszi dinasztiához tartozott, uralma Közép-Egyiptom egyes részeire terjedt ki, és egy időben volt hatalmon a XV. és XVI. dinasztiával.
Marcel Marée elutasítja Ryholt feltételezését, és a XVI. dinasztia vége egyik uralkodójának tartja Pantjenit. Marée felhívja a figyelmet arra, hogy a Pantjeni sztéléjét készítő műhelyben készült Upuautemszaf és a XVII. dinasztia elejéhez tartozó Rahotep sztéléje is, tehát ez a három uralkodó időben egymáshoz közel uralkodott, ami kizárja egy abüdoszi dinasztia létezését i. e. 1650 körül.

## Fordítás
- Ez a szócikk részben vagy egészben  a   Pantjeny című angol Wikipédia-szócikk ezen változatának fordításán alapul.  Az eredeti cikk szerkesztőit annak laptörténete sorolja fel. Ez a jelzés csupán a megfogalmazás eredetét és a szerzői jogokat jelzi, nem szolgál a cikkben szereplő információk forrásmegjelöléseként.